# فوروبيفكا (مقاطعة فورونيج)
فوروبييفكا (بالروسية: Воробьевка) هي مدينة في مقاطعة فورونيج أوبلاست في روسيا.